# Šenkvice
Šenkvice (deutsch [Klein-/Groß-]Schenkwitz, ungarisch [Kis-/Nagy-]Senkőc – bis 1907 [Kis-/Nagy-]Senkvic) ist eine Gemeinde im Okres Pezinok in der Slowakei nördlich von Bratislava. Die Gemeinde entstand 1964 durch den Zusammenschluss der Orte Malé Čaníkovce und Veľké Čaníkovce (bis 1948 slowakisch Malé Šenkvice und Veľké Šenkvice). Der Ort findet seine erste Erwähnung im Jahre 1256.

## Lage

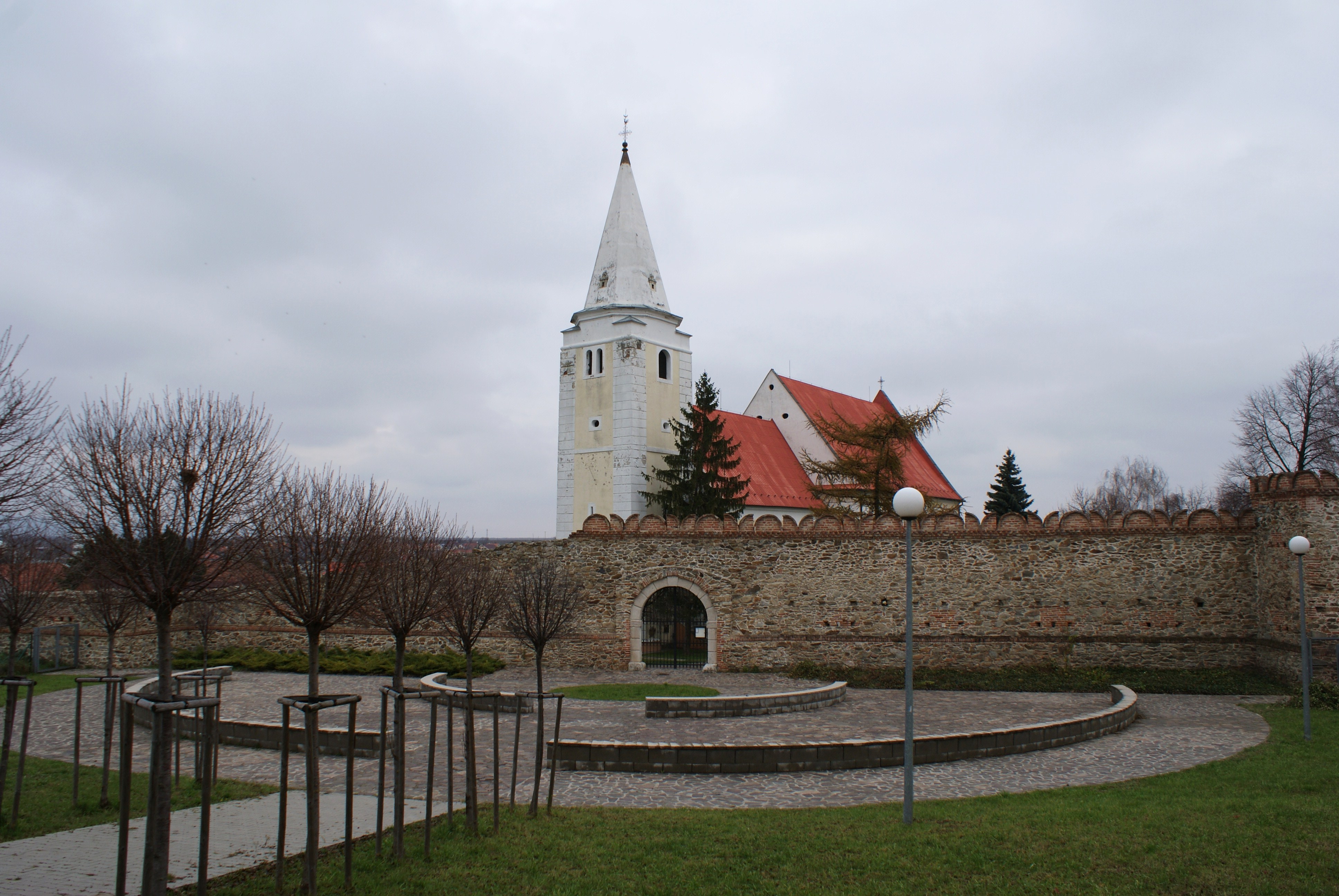
Kirche

Die Gemeinde liegt im Tyrnauer Hügelland (hier: Donauhügelland), an der Bahnstrecke Bratislava–Žilina. Šenkvice liegt fast am Fuße der Kleinen Karpaten 25 km nordöstlich der Hauptstadt Bratislava im Bezirk Pezinok. Außerdem liegt Šenkvice sechs Kilometer östlich von Pezinok. Die Gemeinde liegt 160 m n.m. im Tal des Baches Sisek (sprich:Sisák).

## Bevölkerung
| Jahr                | 1994 | 2004    | 2014    | 2024     |
| ------------------- | ---- | ------- | ------- | -------- |
| Anzahl der Personen | 4000 | 4327    | 4645    | 5338     |
| Unterschied         |      | +8,17 % | +7,34 % | +14,91 % |

| Jahr                | 2023 | 2024    |
| ------------------- | ---- | ------- |
| Anzahl der Personen | 5352 | 5338    |
| Unterschied         |      | −0,26 % |

## Sport
Seit den 1970er Jahren befindet sich in Šenkvice eine Motocross-Strecke. Außerdem besitzt Senkvice eine Fußballmannschaft (ŠK Senkvice). Außerdem besitzt Šenkvice eine Feldhockey-Mannschaft.

## Kultur
- Siehe auch: Liste der denkmalgeschützten Objekte in Šenkvice

## Persönlichkeiten
Söhne und Töchter der Gemeinde:
- Jozef Figura (1906–2001), SDB, katholischer Priester, Jugendseelsorger, und Missionar (Japan).[4]
- Anton Figura (1909–1996), SDB, katholischer Priester, Jugendseelsorger, und Missionar (Kuba, Haiti, Dominikanische Republik).[5]